# Audiovisual expandido
O audiovisual expandido se refere às expressões artísticas que buscam promover experiências que transcendem as formas convencionais de produção e exibição audiovisual, para além do cinema e da televisão.
É um termo utilizado para descrever manifestações que comumente se utilizam de tecnologias emergentes como vídeo, instalação, vídeomapping, vídeo performances (como live cinema e VJ set), recursos de realidade aumentada ou mista, entre outras técnicas multimídia que combinam elementos audiovisuais com tecnologia avançada. São manifestações que oferecem aos espectadores novas maneiras de interagir com o conteúdo e de experimentar a arte e a cultura de maneira mais imersiva e envolvente.
Por serem principalmente de natureza híbrida e efêmera, ele acontece em lugares que são típicos de outras expressões de arte contemporânea como instalações, performances e intervenções, transformando o seu ambiente de ocorrência em função da criação artística. Por conta da potência e versatilidade dos recursos tecnológicos atuais, as manifestações do audiovisual expandido também são capazes de transformar espaços urbanos (projetando em fachadas e empenas cegas de prédios ou através de instalações gigantes) da mesma forma que transforma o espaço fechado de um museu ou teatro, por exemplo. Experiências audiovisuais que se utilizam de dispositivos a exemplo de óculos de realidade virtual ou celulares para produzir experiências de realidade aumentada ou mista são outros espaços conhecidos de ocorrência para esta linguagem.  
São expressões de arte contemporânea, enfim, que se utilizam de recursos distintos para criar imagens em movimento. Podem se valer ou não de computação gráfica, processamento de dados em tempo real para conteúdo generativo, telepresença, e/ou de sensores, entre outros dispositivos, como forma de produzir a sensação de interatividade e imersividade.
O chamado audiovisual expandido tem sido amplamente explorado por artistas, designers e criadores de conteúdo que buscam novas formas de expressão e de se conectar com o público, além de oferecer novas possibilidades de inovação e criatividade no campo das mídias. 

## Técnicas mais conhecidas do audiovisual expandido
- vídeo instalação;
- cinema ao vivo (ou live cinema) / video performance;
- vídeo mapping;
- VJ sets (apresentações de VJ);
- Extanded Reality - obras artísticas em realidade virtual, aumentada e mista;
- instalações ou ambientes interativos e/ou interativos;
- intervenções de luzes;
- entre outros

## A linguagem audiovisual expandida
No audiovisual experimental expandido "as possibilidades de subversão narrativa proliferaram em diversas frentes. Em termos de montagem, parâmetros clássicos da narração, como linearidade e cronologia, sofrem os efeitos do experimentalismo produzido ao longo de décadas. A possibilidade de exibir cenas em múltiplas telas altera o sentido psicológico da trama, reposicionando parâmetros de causa e efeito. O conceito espaço-temporal vigente é substituído por recursos como assincronia, repetições sob diferentes ângulos, paralelismo e suspensão do tempo linear."  "As abordagens narrativas assíncronas, não lineares, não cronológicas, aparentemente ilógicas, paralelas e múltiplas, a partir de múltiplas perspectivas projetadas em múltiplas telas, são [afinal] o objetivo ...”

"Se para o cinema industrial a representação do espaço se dá através da lente e do posicionamento/movimento de câmera, quando a moldura da janela cinematográfica se desfaz, o que nos resta é, em essência, o próprio ambiente da experiência fílmica em embate direto com o espectador. Dessa forma, se no modelo industrial são os conteúdos que atendem às demandas e às características do meio onde ocorrem, no fluxo [do audiovisual] expandido é o próprio meio (..) que passa a ser utilizado em função do conteúdo criado – uma vez que o uso da janela cinematográfica se tornou apenas mais uma entre tantas opções para o autor, e não mais uma característica formal predeterminada pelo meio ao conteúdo produzido."